# Gerolamo Alchieri
Gerolamo Alchieri (Genova, 13 settembre 1954) è un attore, doppiatore e direttore del doppiaggio italiano.

## Biografia
Dopo essersi trasferito negli Stati Uniti d'America, dove ha frequentato il Drama Department alla Memorial High School di Joplin, ha studiato presso la scuola del Teatro Stabile di Genova dove in seguito avrà occasione di lavorare, tra gli altri, con Luca Ronconi e Marco Sciaccaluga.
Trasferitosi a Roma, per undici anni è stato socio della Cooperativa Attori & Tecnici e ha partecipato a tutti gli spettacoli della compagnia diretti da Attilio Corsini, come I due sergenti, La nonna e Rumori fuori scena di Michael Frayn.
Il lavoro in teatro lo ha visto attivo in numerosi spettacoli: Rumors, con Giuseppe Pambieri e Lia Tanzi, A Chorus Line, da lui tradotto, con La Rancia, Il giardino dei ciliegi e, al Globe Theatre di Roma, La dodicesima notte, Le allegre comari di Windsor, Sogno di una notte di mezza estate, tutti per la regia di Riccardo Cavallo, Con le pietre in tasca, sempre tradotto da lui, diretto da Francesca Draghetti. Dal 1992 il lavoro teatrale viene affiancato dall'impegno come doppiatore, con qualche incursione come attore in film e fiction televisive (Incantesimo, La squadra, Carabinieri, I Medici) e una sporadica attività di autore e traduttore. Dal 1996 è la voce di Pico De Paperis della Banda Disney e di Pepé Le Pew dei Looney Tunes.
Nel 2019 Alchieri ha partecipato al doppiaggio inglese, diretto da Francesco Vairano, del film Pinocchio di Matteo Garrone, doppiando il personaggio di Mastro Ciliegia, interpretato da Paolo Graziosi.

## Filmografia

### Cinema
- Francesco, regia di Liliana Cavani (1989)
- Sherwood's Travels - La croce di Santa Caterina, regia di Steve Miner (1994)
- Il sindaco, regia di Ugo Fabrizio Giordani (1996)
- Con la voce del cuore, regia di Giancarlo Santi (2000)
- Cemento armato, regia di Marco Martani (2007)

### Televisione
- Justice Game II - The Lady from Rome - film TV, regia di Moira Armstrong (BBC Scotland, 1990)
- Incantesimo - soap opera (1998-2004)
- La squadra - serie TV
- Carabinieri - serie TV, terza stagione (2004)
- R.I.S. Roma - Delitti imperfetti – serie TV, episodio 3x03 (2012)
- I Medici (Medici: Masters of Florence) – serie TV, episodi 1x04-1x06 (2016)

## Doppiaggio

### Film
- Bill Camp in Tamara Drewe - Tradimenti all'inglese, Lawless, Lincoln, Molly's Game, Drive-Away Dolls - Sound of Freedom - Il canto della libertà
- Tony Shalhoub in Impostor, Come lo sai, Pain & Gain - Muscoli e denaro
- Pete Postlethwaite in Æon Flux - Il futuro ha inizio, Closing the Ring, Inception
- Lee Arenberg in La maledizione della prima luna, Pirati dei Caraibi - La maledizione del forziere fantasma, Pirati dei Caraibi - Ai confini del mondo
- Peter Stormare in Chocolat, Birth - Io sono Sean
- Bruce Campbell in Il grande e potente Oz, Doctor Strange nel Multiverso della Follia
- Ving Rhames in Al di là della vita
- Warwick Davis in Maleficent - Signora del male
- Larry David in I tre marmittoni
- Stephen Lang in L'uomo che fissa le capre
- William Hope in Dark Shadows
- Rufus Crawford in Cinderella Man - Una ragione per lottare
- Jonathan Banks in L'uomo sul treno - The Commuter
- Callum Keith Rennie in Warcraft - L'inizio
- Richard Schiff in L'uomo d'acciaio
- David Schofield in Operazione Valchiria
- Larry Pine in La frode
- Alan Howard in Il Signore degli Anelli - Il ritorno del re
- Clive Wood in Il pescatore di sogni
- Matt Walsh in Ted
- Sam Douglas in Derailed - Attrazione letale
- Richard Jenkins in Una scatenata dozzina
- August Schellenberg in 8 amici da salvare
- Chance Kelly in Broken City
- Cameron Rhodes in Le cronache di Narnia - Il leone, la strega e l'armadio
- Robert Hays in Hot Chocolate
- Groucho Marx in Una notte a Casablanca, Il bazar delle follie
- Maurice Benichou in Il favoloso mondo di Amélie
- Gyorgy Cserhalmi in Kontroll
- Juan Fernández in La mala educación
- Thomas Haden Church in Alieni in soffitta
- Paul Michael Glaser in Tutto può succedere - Something's Gotta Give
- Holmes Osborne in Air Buddies - Cuccioli alla riscossa
- Tom Hodgkins in Red 2
- Andrew Bicknell in Dhoom 3
- Paolo Graziosi in Pinocchio (film 2019, versione inglese)
- Steven Williams in It
- Henry Czerny in Scream VI
- Adrian Schiller in Le regole del caos
- Christopher Fairbank ne La sirenetta
- David Field in Furiosa: A Mad Max Saga
- Lionnel Astier in Gli infallibili
- Tzi Ma in Cinque appuntamenti al buio
- Daniel Oreskes in A Real Pain
- Hiro Kanagawa ne La regola del silenzio - The Company You Keep
- Russell Hornsby in Ti presento i miei
- Deepak Chopra in Vi presento i nostri

### Film d'animazione
- Pepé Le Pew in Super Bunny in orbita!, Looney, Looney, Looney Bugs Bunny Movie, Space Jam, Looney Tunes: Back in Action, Looney Tunes: Canto di Natale, Looney Tunes: Due conigli nel mirino
- Kowalski in Madagascar, Madagascar 2, Madagascar 3 - Ricercati in Europa, I pinguini di Madagascar
- Frederick in L'incantesimo del lago 2 - Il segreto del castello, L'incantesimo del lago 3 - Lo scrigno magico
- Mabel in Shrek terzo, Shrek e vissero felici e contenti
- Zio Pastuzo in Paddington, Paddington 2
- Signor Tweedy in Galline in fuga
- Ernest in Una pasqua per Yoghi
- Acolyte in La strada per El Dorado
- Mercante di schiavi in Giuseppe - Il re dei sogni
- Torque in Buzz Lightyear da Comando Stellare - Si parte!
- Cordosa in Johan Padan a la descoverta de le Americhe
- Le Cornacchie #1 in Valiant - Piccioni da combattimento
- Piorno in La foresta magica
- BloBlò in Alla ricerca di Nemo
- Carl in L'era glaciale
- Lou il porcospino in La gang del bosco
- Bee Larry King in Bee Movie
- Paul in La sposa cadavere
- Avvoltoio in L'era glaciale 2 - Il disgelo
- Formica Soldato in Ant Bully - Una vita da formica
- Sig. Crock in Wallace & Gromit - La maledizione del coniglio mannaro
- Pico De Paperis in Il bianco Natale di Topolino - È festa in casa Disney
- Gamma in Up
- Il cancelliere in 9
- Joker in Batman: Under the Red Hood
- Il pittore in Disney Princess: Le magiche fiabe - Insegui i tuoi sogni
- Attilo ne Gli Straspeed a Crazy World
- Chunk in Toy Story 3 - La grande fuga
- Capitano delle Guardie in Rapunzel - L'intreccio della torre
- Thomas Jack in Il figlio di Babbo Natale
- Giudice Hopkins in ParaNorman
- Il capo in Turbo
- Myles Standish in Free Birds - Tacchini in fuga
- Stan in Alla ricerca di Dory
- Hubert in Il più grande uomo scimmia del Pleistocene
- Commissario James Gordon in LEGO Batman - Il film
- Growley Pete in Trolls World Tour
- Mano Di Ferro in Minions 2 - Come Gru diventa cattivissimo
- Doug in Back to the Outback - Ritorno alla natura
- Serafino in Maga Martina e il libro magico del draghetto
- Frazelli in C'era una volta il Principe Azzurro
- Nonno in Dog Man

### Serie televisive
- Peter Stormare in Psych, Rake, American Gods
- Chuck Zito in Oz
- Garrett Morris in 2 Broke Girls
- Joe Spano in NCIS - Unità anticrimine
- Paul Ben-Victor in Alias
- Alex Fernandez in Devious Maids - Panni sporchi a Beverly Hills
- Nour Eddine Zorgui in BBC Arabic Television
- Tony Haygarth in Il sindaco di Casterbridge
- Mark Hamill in Dark Crystal - La resistenza
- Bill Bolender in Bosch
- Civan Canova in The Gift
- Rainer Bock in Better Call Saul
- Jeff Garlin in I maghi di Waverly
- Jason Alexander in Young Sheldon[3]
- Stephen Root in Barry
- Michael Massee in Fringe
- Bill Camp in Presunto Innocente
- Hiro Kanagawa in The Last of Us
- Cortés Alexander in Criminal Minds

### Serie animate
- Pico De Paperis in Disneyland, Quack Pack - La banda dei paperi, Mickey Mouse Works[4], House of Mouse - Il Topoclub, La casa di Topolino, Topolino, Topolino - Strepitose avventure, DuckTales
- Fripp, il papà di Kip in Higglytown Heroes - 4 piccoli eroi
- Pepé Le Pew in Looney Tunes, The Looney Tunes Show
- Freezer in Dragon Ball Z - Le origini del mito, Dragon Ball Z - Il diabolico guerriero degli inferi (1º doppiaggio)
- Jolly Jumper ne La grande avventura dei Dalton, Lucky Luke e la più grande fuga dei Dalton
- Capitano delle Guardie in Rapunzel - Prima del sì, Rapunzel - La serie
- Maysa/Comandante Beef in MegaMan NT Warrior, MegaMan NT Warrior Axess
- Otto Disc (2ª voce, st. 8-9), Telespalla Mel Van Horne (2ª voce, st. 5) ne I Simpson
- Machinedramon, Garbagemon e Scorpiomon in Digimon Adventure
- Yukio Oikawa e MaloMyotismon in Digimon Adventure 02
- Padre di Ron e personaggi minori in Kim Possible
- Cavernicolo in Freakazoid!
- Phil in Toonsylvania
- Buzzie l'avvoltoio in House of Mouse - Il Topoclub
- Paco in Santo Bugito
- Scar in The Lion Guard
- Lester Krinklesac in The Cleveland Show
- Earl in Crash Canyon
- Kowalski ne I pinguini di Madagascar
- Generale d'Acciaio in Sym-Bionic Titan
- Connestabile Hu in Kung Fu Panda - Mitiche avventure
- Jindiao in Kung Fu Panda - Le zampe del destino
- Torque in Buzz Lightyear da Comando Stellare
- Linguini in Pucca
- Lord Akudaikan in Pretty Cure Splash Star
- Puchuu (forma ferita) in Excel Saga
- Mercurymon/BlackSeraphimon in Digimon Frontier
- Trufo in I Magicanti e i tre elementi
- Sideways in Transformers: Armada
- Smeck in God, the Devil and Bob
- Klein in Fresh Pretty Cure!
- Padre di Trevor e Master XOX in I Fantaeroi
- Dale Dimm e HP in Due fantagenitori
- Vito in Manny tuttofare
- Sig. Brown in Peter Coniglio
- Ricardio e Machotauro in Adventure Time
- Bruto Diligente in La squadra del tempo
- Miles in Hey, Arnold!
- Det. Boogaloo in Funky Cops
- Nishijima in Dai-Guard - Terrestrial Defence Corp.
- Valeriano in Pat & Stan
- Babbo Natale e Nonno Coniglio in Peppa Pig
- Generale Specifico in Ovino va in città
- Even Piell in Star Wars: Clone Wars
- Moralo Eval in Star Wars: The Clone Wars
- Quarrie in Star Wars Rebels
- Dr. Eggman in Sonic Boom
- Black Narcissus e Hawk in Sonic X
- Antauri in Super Robot Monkey Team Hyperforce Go!
- Lord Boxman in OK K.O.!
- Terry Bates in American Dad!
- SkekTek / Scienziato in Dark Crystal - La resistenza
- Nonno in I pirati della porta accanto
- Capitan Villads in Il principe dei draghi
- Hideki Nogi in Kengan Ashura
- Stanley Hopson (2ª voce) in Paradise Police
- Bitsy Brandenham in Central Park
- Borgon Radir in Solo Leveling
- Madre di Giulio Cesare in Asterix & Obelix: Il duello dei capi

### Documentari e docu-serie
- Dany in African Safari

### Videogiochi
- Buzzy l'avvoltoio in Il libro della giungla - Il ballo della giungla (2000)[5]
- Irving Lambert in Tom Clancy's Splinter Cell (2002),[6] Tom Clancy's Splinter Cell: Pandora Tomorrow (2004)[7]
- Zervan in Prince of Persia: Le sabbie del tempo (2003) [8]
- Generale Kehck e Occhio di Lince in Beyond Good & Evil (2003)[9]
- La Mangusta in XIII (2003)[10]
- Bloblo in Alla ricerca di Nemo (2003)[11]
- Akira Ishimura in Forbidden Siren (2004)[12]
- Grifone in Le cronache di Narnia: Il leone, la strega e l'armadio (2005)[13]
- Colin Moriarty e vari Ghoul in Fallout 3 (2008)
- Gamma in Up (2009)[14]
- William Ackers e Robert Pelham in Wet (2009)[15]
- Padre Elijah, Dr. Klein e Ulysses in Fallout: New Vegas (2010)
- Adam Strange in DC Universe Online (2011)[16]
- Dente Duro in Epic Mickey 2: L'avventura di Topolino e Oswald (2012)[17]
- Carl Fredricksen in Kinect Rush: un'avventura Disney-Pixar (2013)[18]
- Plo Koon in Disney Infinity 3.0 (2015)[19]
- Móði in God of War (2018)[20]
- L'Anziano e il Cronocontadino in Death Stranding (2018)[21]
- Robert Wilson e Aaron McCarlson in Cyberpunk 2077 (2020)[22]
- Patrick Mansfield in Death Stranding 2: On The Beach (2025)[23]